# RDRAM
La RDRAM (Rambus Dynamic Random Access Memory) est un type de mémoire vive, plus précisément une mémoire vive dynamique synchrone, développée par la société Rambus. Elle a eu une forte publicité autour de l'année 2000, lors de la sortie des premiers processeurs Pentium 4. Ce type de mémoire étant très cher, Intel l'a abandonné rapidement au profit de la DDR SDRAM (et ses versions suivantes).

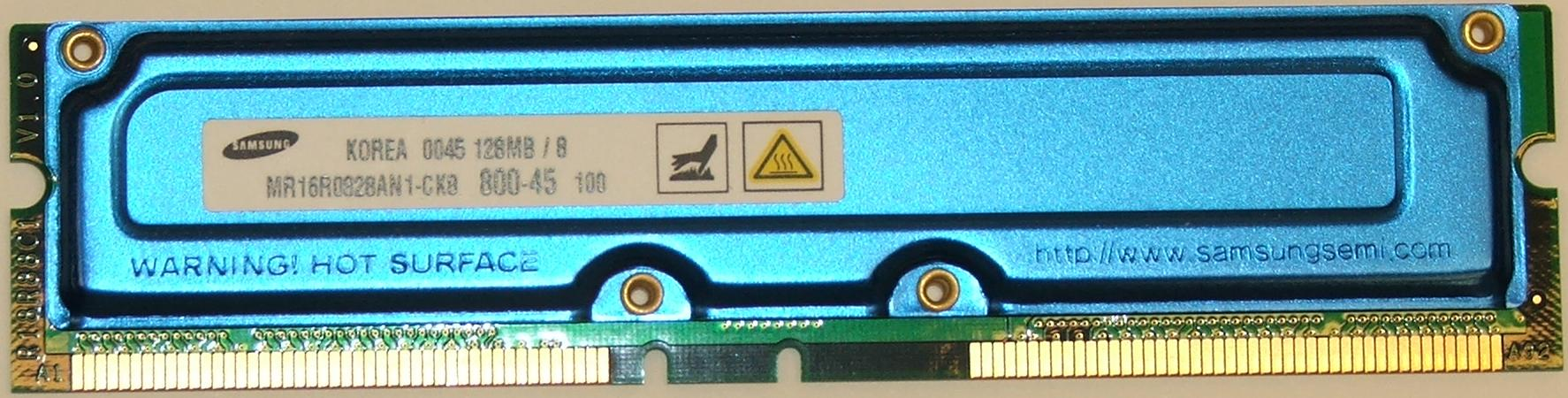
Mémoire RDRAM avec dissipateur intégré.

Par abus de langage, on désigne parfois directement cette technologie par le nom de Rambus. 

## Débits
En 2000, la RDRAM fut utilisée avec les premières générations de Pentium 4. La vitesse de FSB (front side bus) des processeurs était alors de 100 MHz en QuadPumped, soit 400 MHz. La RDRAM fonctionnait à 400 MHz sur un seul canal, ce qui donnait une bande passante de 400 MHz × 16 bits × 2 (2 transferts par cycle) = 12,8 Gbit/s ou 1,6 Gio/s ; cette bande passante correspondait à la moitié de celle offerte par le FSB du Pentium 4.
Le but de la société Rambus était de convaincre Intel de travailler avec deux canaux, pour que le débit de la mémoire et celui du processeur correspondent. Le second bus était propriétaire, aussi Intel décida de ne pas travailler avec, réduisant considérablement l'intérêt de cette solution technique. Mais ceci restant un énorme progrès face à la SDRAM, plus tard Intel produisit des chipsets qui utilisaient deux canaux pour la RDRAM ce qui le mit au même niveau le FSB et la bande passante de la mémoire. Cette évolution ne freina cependant pas la chute de la RDRAM face à l'émergence de la DDR SDRAM.
L'évolution la plus récente de la RDRAM est appelée XDR DRAM, cette mémoire effectue 8 transferts par cycle, peut supporter des fréquences d'horloge jusqu'à 1 066 MHz et fonctionner sur un bus de 64 128bits. En théorie, à 1 066 MHz on aurait 1 066 MHz × 128 bits × 8 (transferts par cycle) = 1,1 Tbit/s ou 136 Gio/s de bande passante. La PlayStation 3 utilise de la XDRAM 400 MHz sur un bus 64 bits, pour une bande passante de 400 MHz × 64 bits × 8 (transferts par cycle) = 204,8 Gbit/s ou 25,6 Gio/s.

## Capacité maximale
On pouvait envisager un maximum de 32 boîtiers de 8 octets par bus, soit 512 Mio de mémoire vive au maximum. Cette capacité était faible, même pour l'époque, et est une autre raison expliquant l'échec de la RDRAM.

## CTM et CFM
Une des innovations importantes de la RDRAM est l'introduction de notion de Clock To Master (CTM) et Clock From Master (CFM).
Selon que l'on est dans un cycle d'écriture ou dans un cycle de lecture, l'horloge de synchronisation des transferts sera fournie par le contrôleur (CTM) ou par le processeur (CFM), ce qui permettait une optimisation de ces transferts. 
Une autre innovation de la RDRAM est l'introduction de l'étalonnage de la RAM au démarrage de l'ordinateur. On calcule le temps que met une information à transiter sur sa piste et pour égaliser les vitesses (et donc améliorer la qualité de la transmission), des pénalités sont appliquées aux pistes les plus rapides.